# Дорога никуда (фильм)
«Дорога никуда» — художественный фильм по мотивам одноимённого романа Александра Грина.

## Сюжет
Покет. Сирота Тиррей Давенант работает официантом в кафе «Отвращение», хозяином которого является Адам Кишлот. Однажды сюда заходят дочери филантропа Урбана Футроза Роэна и Элли. К ним обращается собиратель уличного фольклора Орт Галеран, который просит девочек устроить судьбу мальчика, за что Футроз с энтузиазмом берётся. Однако неожиданно появляется отец Тиррея Франк, опустившийся пьяница. Бродяга обманом запирает сына, а сам идёт вымогать деньги у богача. Футроз прекращает общаться с мальчиком.
Тиррей вынужден вернуться на прежнее место работы. Сюда приезжает сын губернатора Георг Ван-Коннет со своими дружками и любовницей. В самое ближайшее время он собирается жениться на Роэне Футроз, однако при посетителях весьма цинично отзывается о своём браке. Тиррей вызывает мерзавца на дуэль, но тот поднимает юношу на смех. Тогда за честь девушки вступается Орт Галеран, который имеет большой опыт в поединках. Так как дуэль, а главное, её повод может расстроить брак Ван-Коннета, сын губернатора обращается к некоему Сногдену, который подбрасывает писателю контрабанду.
Тиррея и Орта арестовывают и уводят в тюрьму. Здесь они встречают Франка Давенанта и его приятеля. Орт предлагает следующий план: они обмениваются с бродягами одеждой — и ночью их выпускают. Писатель и юноша пытаются уплыть на лодке из Покета, однако по ним открывают огонь из пушек. Давенант погибает, а Галеран спасается и приходит на вечер к Футрозу, где обвиняет Ван-Коннета в смерти Тиррея. Роэна разрывает помолвку.

## В ролях
- Павел Гильбо (Иванько) — Тиррей Давенант
- Дмитрий Миргородский — Орт Галеран
- Эдуард Митницкий — Франк Давенант
- Владимир Петров — Урбан Футроз
- Екатерина Стриженова — Роэна Футроз
- Татьяна Грандовская — Элли Футроз
- Гедиминас Сторпирштис — Георг Ван-Коннет
- Ирина Малышева — Лаура, любовница Георга
- Сергей Кржечковский — Адам Кишлот
- Виктор Коломиец — Гемас
- Валентина Салтовская — Эмма Губерман
- Наталья Осипенко — Урания Тальберг
- Игорь Афанасьев — Сногден
- Игорь Слободской — секретарь
- Анум Дорхусо Адотей — дворецкий
- Григорий Чапкис — полицейский начальник
- Валерий Титов — офицер
- Яков Сиротенко — сержант
- Борис Лукьянов — старик

## Съёмочная группа
- Авторы сценария: Александр Муратов, Виктория Муратова
- Режиссёр: Александр Муратов
- Операторы: Александр Москаленко, Виктор Политов
- Художник: Инна Быченкова
- Композитор: Богдана Неболюбова